# Montespan
Montespan – miejscowość i gmina we Francji, w regionie Oksytania, w departamencie Górna Garonna.
Według danych na rok 1990 gminę zamieszkiwało 398 osób, a gęstość zaludnienia wynosiła 32 osób/km² (wśród 3020 gmin regionu Midi-Pireneje Montespan plasowało się na 675. miejscu pod względem liczby ludności, natomiast pod względem powierzchni na miejscu 920.).